# Skepparslövs socken
Skepparslövs socken i Skåne ingick i Gärds härad, uppgick 1967 i Kristianstads stad och området ingår sedan 1971 i Kristianstads kommun och motsvarar från 2016 Skepparslövs distrikt.
Socknens areal är 26,78 kvadratkilometer varav 26,75 land. År 2000 fanns här 2 406 invånare. En del av tätorten Kristianstad med Öllsjö samt kyrkbyn Skepparslöv med sockenkyrkan Skepparslövs kyrka ligger i socknen.

## Administrativ historik
Socknen har medeltida ursprung. 
Vid kommunreformen 1862 övergick socknens ansvar för de kyrkliga frågorna till Skepparslövs församling och för de borgerliga frågorna bildades Skepparslövs landskommun. Landskommunen uppgick 1952 i Vä landskommun som 1967 uppgick i Kristianstads stad som 1971 ombildades till Kristianstads kommun. Församlingen uppgick 2002 i Vä-Skepparslövs församling.
1 januari 2016 inrättades distriktet Skepparslöv, med samma omfattning som församlingen hade 1999/2000.  
Socknen har tillhört län, fögderier, tingslag och domsagor enligt vad som beskrivs i artikeln Gärds härad. De indelta soldaterna tillhörde Norra skånska infanteriregementet, Gärds kompani och Skånska dragonregementet, Livskvadron, Majorns kompani.

## Geografi
Skepparslövs socken ligger väster om Kristianstad med Nävlingeåsen i väster. Socknen är en odlad slättbygd i öster och en kuperad skogsbygd i väster.

## Fornlämningar
Från stenåldern finns boplatser, en dös, en gånggrift och en hällkista. Från bronsåldern finns gravhögar. Från järnåldern finns spridda stensättningar och resta stenar.

## Namnet
Namnet skrevs 1361 Skypärslöf och kommer från kyrkbyn. Efterleden är löv, arvegods'. Förleden är troligen ett mansnamn, dock ovisst vilket..